# Leon Defraeye
Leon Defraeye (Deerlijk, 6 juni 1899 – aldaar, 22 maart 1977) was een Vlaamse heemkundige, folklorist en auteur.

## Jeugd en afstamming

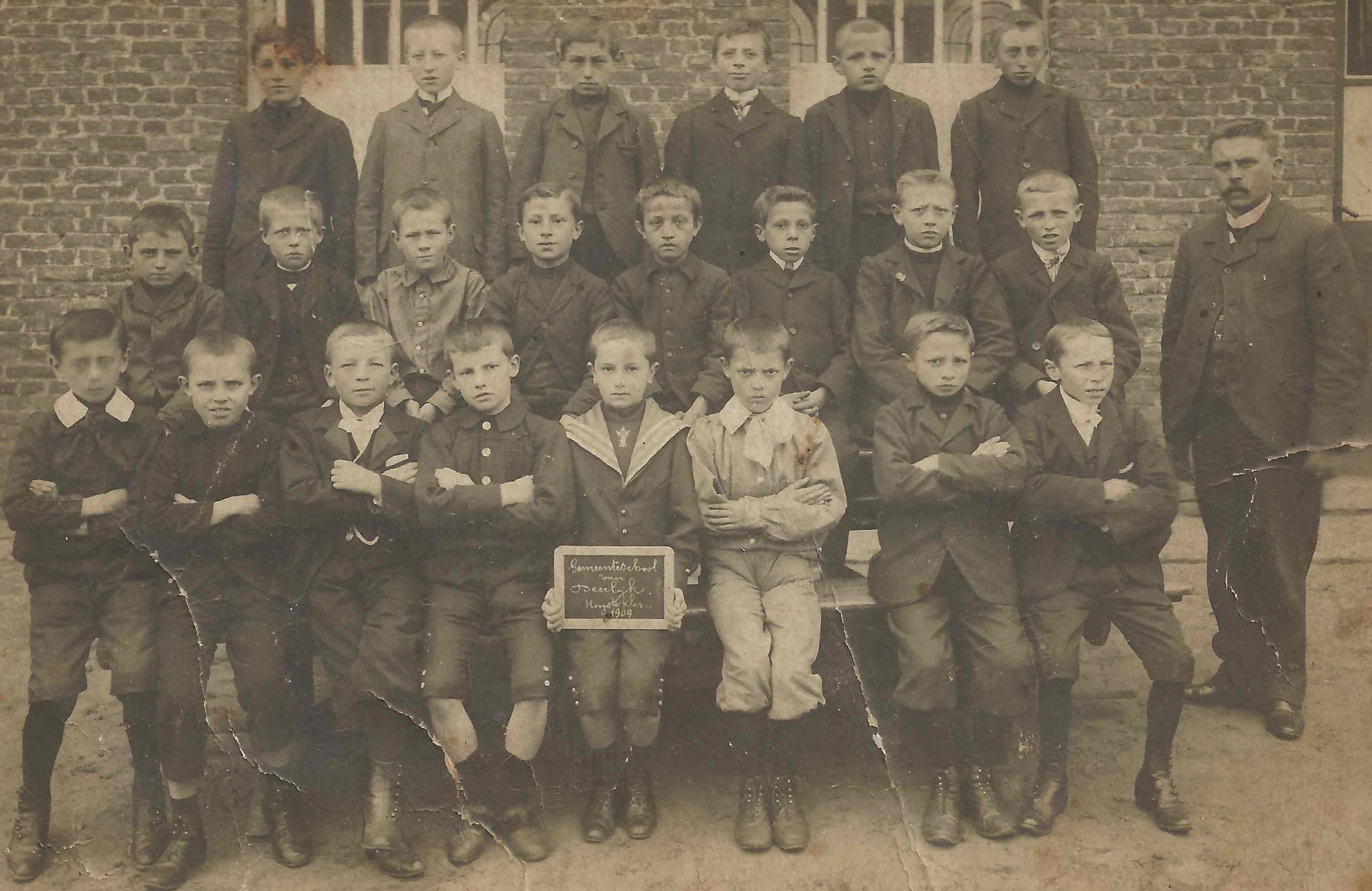
Leon Defraeye (voorste rij, vierde kind van links) op klasfoto in het jaar 1909, gemeenteschool te Deerlijk. Helemaal rechts op de foto Meester Prosper Opsomer.

Vader Jan Baptist was afkomstig uit Beveren-Leie. Na zijn huwelijk met dorpsgenote Leonie Vandenhende kwam hij als wever terecht bij de firma Descheemaeker te Deerlijk, waar hij zich uiteindelijk ook vestigde. Op 6 juni 1899 werd een eerste kind geboren, Leon. Jan, Jeanne, Gerard en Georges zouden volgen. Ook op professioneel vlak ging het vader Jan Baptist voor de wind. Hij werd eerste meestergast bij Descheemaeker en kon het zich veroorloven om te verhuizen naar een mooi herenhuis in de Harelbekestraat nr. 3.
Ondertussen liep oudste zoon Leon reeds lagere school in Deerlijk bij meester Prosper Opsomer; later volgde hij middelbaar onderwijs bij de Ongeschoeide Karmelieten te Kortrijk. Daar blonk hij uit in talen en literatuur. Het bracht Defraeye tot stille bewondering voor het werk van Deerlijknaar René De Clercq. Toen was het ineens uit met school. De Duitsers waren in 1914 België binnengevallen en bezetten na een tijd ook Deerlijk. 

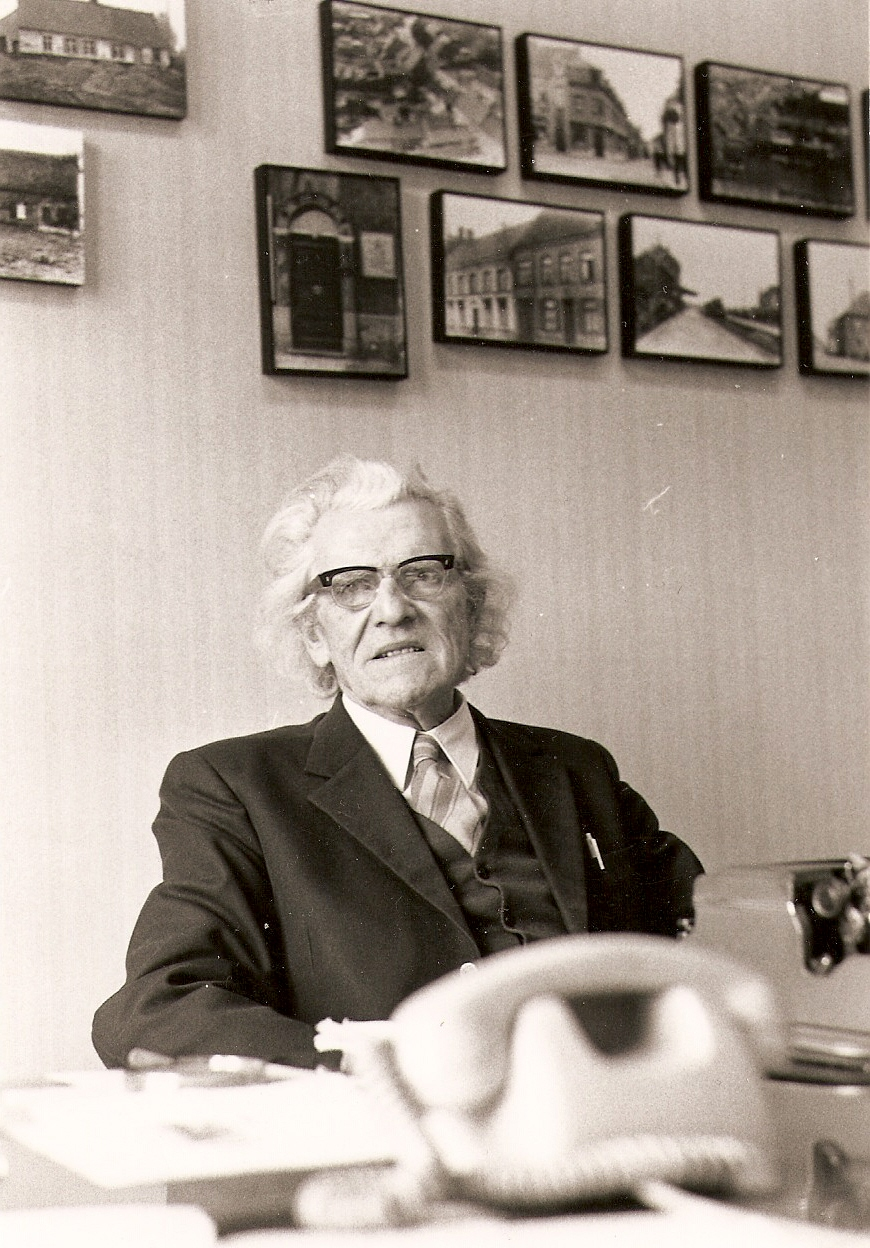
Leon Defraeye in zijn archief in het oude gemeentehuis van Deerlijk

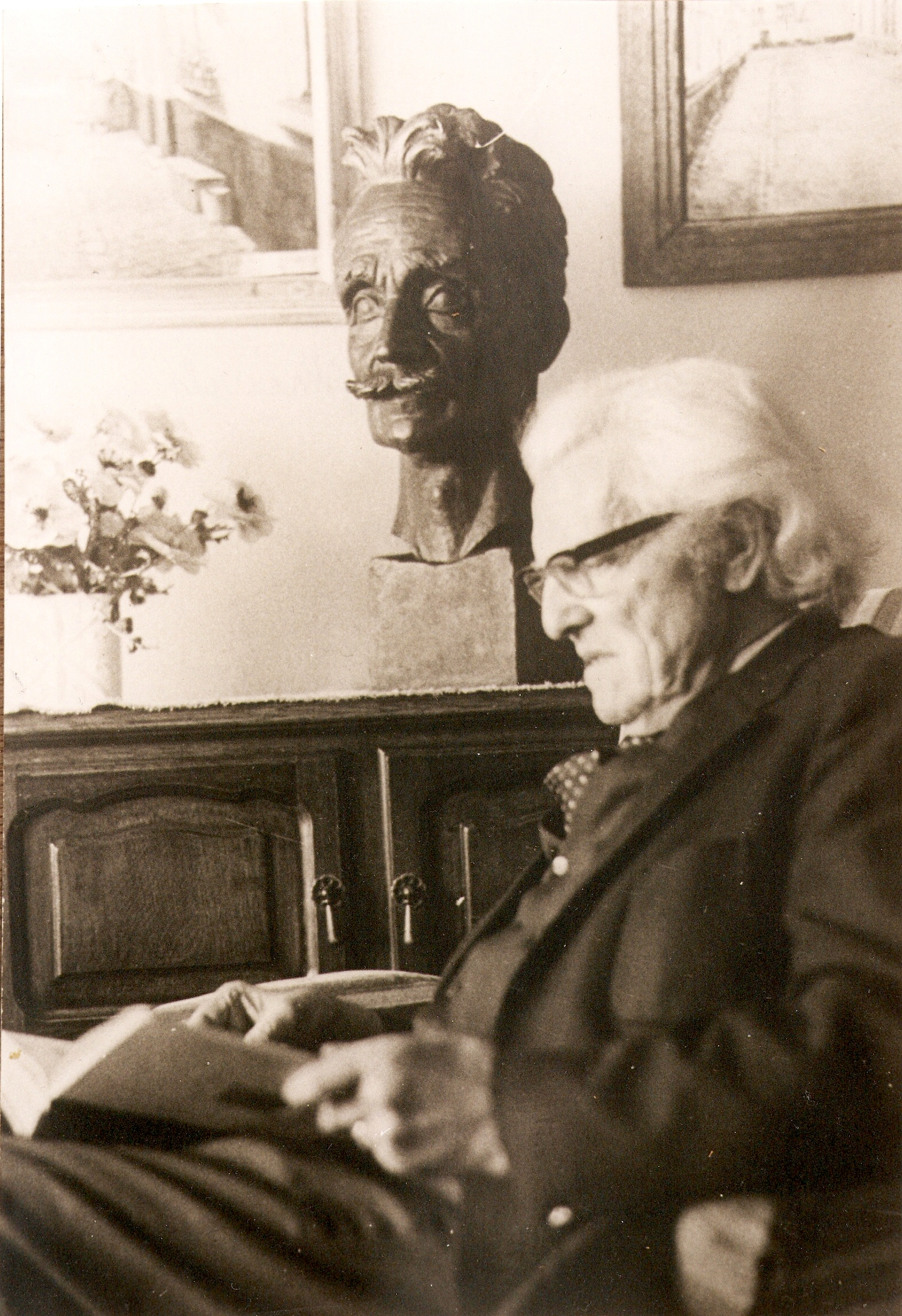
Leon Defraeye in zijn woonkamer. Achter hem een buste van goede vriend Stijn Streuvels

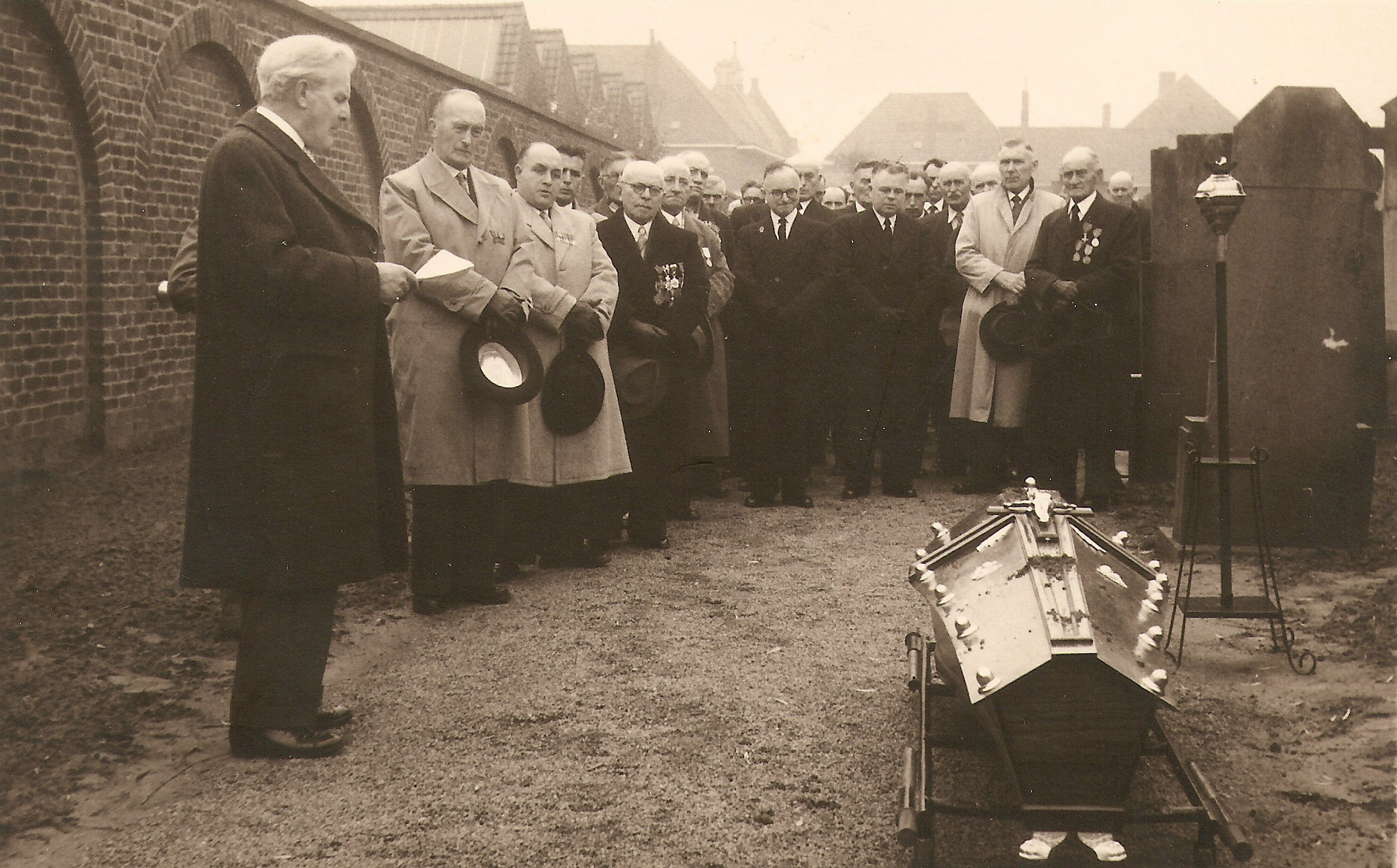
Op de begrafenis van een Deerlijkse oud-strijder uit WO I houdt Leon Defraeye een grafrede

## Eerste Wereldoorlog
De Eerste Wereldoorlog beleefde Defraeye als nieuwsgierige jongeling. In het ouderlijke huis kwam de Kommandantur, waardoor het gezin moest uitwijken naar het rustoord. Later in de oorlog belandde Defraeye zelfs voor negen dagen in de oude gevangenis te Kortrijk, op beschuldiging van opstandigheid tegenover het keizerlijke gezag. Hij had het aangedurfd (eerder uit lichtvaardigheid) om gedichten te schrijven tegen de vijand. Talrijke huiszoekingen leverden de Duitsers echter niets bezwarends op.
Op het einde van oktober 1918 meldde hij zich als oorlogsvrijwilliger aan bij het Belgisch leger in De Panne. Hij ontving een opleiding bij de gidsen (cavalerie) in het kamp van Auvours (bij Le Mans) in Frankrijk, maar maakte geen gevechten meer mee omdat de oorlog enkele weken later eindigde.

## Beroepsmilitair
Een loopbaan als beroepsmilitair zag Defraeye wel zitten. In 1919 tekende hij – inmiddels onderofficier geworden – een jaar bij. Na verdere studies werd hij in 1921 aangesteld als gerechtelijk agent bij de Militaire Veiligheidsdienst (Sûreté Militaire) van het Belgische bezettingsleger te Aachen, later bij de afdeling in Duisburg. Hij maakte er een harde periode door, onder meer met een bomaanslag op een militaire trein, waarbij heel wat Belgische soldaten omkwamen. Een benoeming tot politie-inspecteur volgde in 1924. In 1925 werden de Belgische troepen teruggetrokken uit het Ruhrgebied. Defraeye moest in deze regio nog taken vervullen tot in het daaropvolgende jaar, waarna hij ontslag nam uit het leger.

## Etablissement Defraeye en de Tweede Wereldoorlog
Hij kon onmiddellijk aan de slag als bediende in de nieuwe fabriek van Descheemaeker, waar zijn vader al geruime tijd werkte. In 1928 werd J. & H. Descheemaeker & Cie opgericht, waarin de familie Defraeye de meerderheid had. Rond 1930 volgde een omvorming tot het etablissement Defraeye. Leon Defraeye werd er sociaal directeur. Op dat moment waren er tweehonderd werknemers.
In de Tweede Wereldoorlog kreeg de familie Defraeye weer last met de Duitsers en van 1942 tot 1944 werd de fabriek zelfs gesloten, wat het bedrijf geen deugd deed. Na de oorlog ging het van kwaad naar erger en midden jaren vijftig werd de firma definitief gesloten. Defraeye werkte vervolgens nog enkele jaren, tot aan zijn pensionering, bij de firma Strobbe te Izegem.

## Heemkunde en folklore
Ondertussen was hij in de heemkunde geïnteresseerd geraakt. Bij het overlijden in 1928 van de Deerlijkse burgemeester Theofiel Renier – overigens familie van Pieter Jan Renier – verkreeg Defraeye enkele nagelaten geschriften die handelden over de hongerjaren te Deerlijk in 1848. Dit raakte hem diep en zette aan tot het schrijven van artikelen hierover in de plaatselijke weekbladen.
Talrijke artikelen, gedichten en brochures van zijn hand zouden nog volgen, over volks- en plaatsnaamkunde, rijmpjes en liedjes tot eerste- en plechtige communiesantjes, bidprentjes en bijhorende rouwreden, geboorte-, jubilea- en huwelijksgedichten en kermisbrieven. Hij hield ogen en oren open voor alles wat de volkse en heemkundige kant van zijn dierbare Deerlijk aanging en deed er opzoekingen rond. Heel wat notities waren hiervan het resultaat, waarvan sommige te boek werden gesteld.
Daarnaast bouwde Leon Defraeye een groot persoonlijk archief op, dat documenten, foto's, tijdschriften, boeken en dies meer omvatte. De indrukwekkende collectie, waarvan bepaalde stukken dateren uit de 17de en 18de eeuw, zou na zijn dood worden aangekocht door de gemeente en in beheer gegeven aan de plaatselijke heemkring. De verzameling wordt nog voortdurend door deze vereniging aangevuld en heet inmiddels officieel "Archief Leon Defraeye".

## Actief verenigingsleven
Defraeye was tevens heel actief in het plaatselijke verenigingsleven. Medio jaren twintig werd hij secretaris van de VOS (Vlaamse Oud-Strijders), na de Tweede Wereldoorlog van de NSB (Nationale Strijdersbond). Hij werd de grote gangmaker van de 11 november-herdenkingen in de gemeente, hield toespraken en gaf lezingen. Hij was enthousiast betrokken bij diverse huldes, niet alleen van groten zoals René De Clercq, Hugo Verriest en Pieter Jan Renier, maar bijvoorbeeld ook van oud-strijders, van wie hij de begrafenis steevast bijwoonde en dan een rouwrede afstak.
Hij behoorde tot de stichters van een plaatselijke Davidsfonds-afdeling (1930), ijverde rond dezelfde periode voor het voortzetten van de bedevaart naar Bottelare (dit tot op hoge leeftijd) en de boomstoet van Kapellekensommegang.
Hij spande zich in voor het behoud van veldkapelletjes en voor kapelwijdingen. Bij deze en nog andere gelegenheden ontmoette hij heel wat mensen en mocht zo spoedig beroemde personen als André Demedts, Marnix van Gavere en Stijn Streuvels tot zijn vriendenkring rekenen. Met deze laatste deelde Defraeye zijn liefde voor de vinkensport.
Defraeye zat verder nog in het bestuur van onder meer de Sint-Elooisgilde, Vinkeniers, Boogschutters, Verbond Oostvlaamse Zanten en de Koninklijke Geschied- en Oudheidkundige Kring van Kortrijk.  

## Politiek
Leon Defraeye begaf zich ook in de dorpspolitiek. In 1932 deed hij mee aan de gemeenteraadsverkiezingen. Hij raakte verkozen en werd gemeenteraadslid. Als politicus kon hij op heemkundig gebied nog meer zijn stempel drukken. Zo stelde hij in 1936 de traditie van een Gulden Boek in, met de bedoeling de plaatselijke geschiedenis en folklore te bevorderen. In dit verband zorgde hij er ook voor dat vele cafés in het dorp een Vlaamse naam kregen, net als villa's van notabelen. Hetzelfde gold voor wijken en straten. Aan de boerderijen verschenen bordjes met hun historische naam.
Defraeye was de promotor voor gedenkplaten aan de geboortehuizen van René De Clercq, Hugo Verriest en Pieter Jan Renier, kon straten naar hen laten vernoemen en werkte gedreven mee aan de realisatie van een standbeeld ter ere van Hugo Verriest. Niet alleen in eigen gemeente was hij actief; zo werd bijvoorbeeld onder zijn impuls vijftig jaar na het overlijden van priester Leonard De Bo een gedenkplaat aangebracht aan diens geboortehuis te Beveren-Leie. Kort na de oorlog kon Defraeye de terugkeer van het 16de-eeuwse Sint-Columbaretabel naar Deerlijk bewerkstelligen. Het was tijdens de oorlog verborgen in de kelders van de Kortrijkse Stadsschouwburg en liep als gevolg van een bombardement ernstige schade op. Pas heel wat later werd het grondig gerestaureerd. Het is nu een van de pronkstukken van de gelijknamige kerk.
Na de Tweede Wereldoorlog kwam Defraeye bij de gemeenteraadsverkiezingen telkens op met een eigen lijst. Reeds in 1946 kende hij succes en werd benoemd tot tweede schepen, met als bevoegdheid onderwijs. Na het overlijden van burgemeester Vandekerckhove in 1961 namen eerste schepen Albert Windels en Leon Defraeye het tegen elkaar op voor het burgemeesterschap. Windels haalde het nipt met één voorkeurstem en werd waarnemend burgemeester. Defraeye volgde Windels op als waarnemend eerste schepen. Na de gemeenteraadsverkiezingen van 1964 werden ze respectievelijk burgemeester en eerste schepen.  
Leon Defraeye bleef tot 1970 in de politiek. Na zijn politieke carrière beloonde het gemeentebestuur van Deerlijk hem voor zijn verdiensten met de titel van ereschepen.
Ondertussen was hij in 1934 gehuwd met Magdalena Vervaeke en kreeg drie kinderen: Gemma, Hugo en Rita.

## De Deerlijksche Heemkundige Kring en heemkring Dorp en Toren
In 1939 leerde Defraeye Albert Bruggeman kennen. Het werd een vriendschap voor het leven en Bruggeman werd een van zijn naaste medewerkers. Samen met enkele anderen (ook van buiten de gemeente) stichtten ze in 1943 een van de eerste heemkundige kringen in Vlaanderen: "De Deerlijksche Heemkundige Kring". Hoewel Deerlijk in de naam stond, wilde de Kring de gemeentegrenzen ruim overstijgen en kan men die daarom een voorloper van Heemkunde West-Vlaanderen noemen. Het was eerder een samenwerking van vrienden, geen verbond met een gekozen voorzitter en bestuur. Leon Defraeye was wel de leidende figuur.
Ze sloten zich aan bij het nationale Verbond voor Heemkunde dat echter na de oorlog niets meer van zich liet horen. Om deze leemte te vullen en om de heemkundige fakkel brandende te houden, richtten Defraeye en zijn vrienden een West-Vlaams Verbond op. Wat later verrees dan toch een vernieuwd nationaal Verbond voor Heemkunde. Het Deerlijkse initiatief kon hierdoor op te weinig daadwerkelijke steun rekenen en stierf een stille dood. Zelfs van de Deerlijksche Heemkundige Kring was verder geen sprake meer; van de stichtende leden bleef uiteindelijk alleen nog Leon Defraeye over. De trouwe Albert Bruggeman was inmiddels verhuisd naar Gent waar hij een antiekzaak begon.
Het heroprichten van een heemkundige kring bleef niettemin sluimeren bij Defraeye. Hij had daarvoor een naam in gedachten, Dorp en Toren, ongetwijfeld verwijzend naar het volksverbonden en plaatselijke karakter van een heemkundige kring: het dorp rond de kerktoren. Bij de uiteindelijke oprichting van de kring begin 1977 werd zijn naamsuggestie overgenomen. Defraeye aanvaardde geestdriftig het erevoorzitterschap van de nieuwe vereniging, maar overleed enkele maanden later op 78-jarige leeftijd.
Het driemaandelijkse tijdschrift Derlike – bijna even oud als de heemkring zelf – borduurt tot op vandaag voort op Leon Defraeyes erfenis en is een eerbetoon aan deze vroege pionier van de heemkunde.

## Huldes
De tiende verjaardag van het overlijden van Defraeye vormde de aanleiding tot een grootse herdenking. Voor de eerste keer reikte de heemkring Dorp en Toren de “Leon Defraeyeprijs voor heemkunde” uit. Deze prijs - toegekend aan een persoon of organisatie die zich verdienstelijk maakte in de plaatselijke heemkunde - was driejaarlijks en bedroeg 10.000 frank. De primeur ging gedeeld naar de volksdansgroep Tresleca voor haar stijlvolle kledij en naar Rik Demeyere voor zijn studie over het Deerlijkse dialect. In 2007 zou de prijs vijfjaarlijks worden en 500 euro bedragen.
Daarnaast was er de officiële opening van het Leon Defraeyeplein en de onthulling van een gedenkplaat aldaar. Het plein telt 38 sociale appartementen, ligt rechtover het gemeentehuis en is gebouwd op de site van de voormalige firma Defraeye.
Van vrijdag 21 tot en met zondag 23 juni 2024 liep te Deerlijk in het Ontmoetingscentrum d'Iefte een tentoonstelling rond het leven en de werkzaamheden van Defraeye. Deze werd ingericht door de plaatselijke Cultuurraad en de dienst Erfgoed, met medewerking van het gemeentebestuur van Deerlijk en vrienden. Aanzet tot deze expositie was de geboorte van Defraeye 125 jaar geleden.

## Werken
Boeken:
- De Onbekende Soldaat (1927) (Monoloog)
- Het bedrog (1927) (Monoloog)
- ‘k Ben bij de piotten (1927) (Monoloog)
- ’t Nieuw sermoen van Bacchus (1927) (Een preek voor rond de biertafel)
- Geschiedenis der Kapel van O.L. Vrouw ter Ruste, te Deerlijk (1930)
- Geschiedenis van Deerlijk: De Kapel van O.L. Vrouw ter Ruste – de twee-eeuwsche bedevaart naar Bottelare – De cholera en de veldkapellen – de veldkapellen en heiligenbeelden te Deerlijk (1931)
- Deerlijk in oorlogstijd (1914-1918) (1931)
- De kerkelijke geschiedenis van Deerlijk (1932)
- Kerkhofbloemekens (1932) (Een krans van zeven rouwreden)
- Deerlijk's 2e oorlogsboek (1932)
- Spreuken, gezegden, rijmpjes en liedjes (1932)
- Bijdrage tot de geschiedenis van Deerlijk: Kapellekensommegang 1933 met erelijst der kloosterzusters – Inboorlingen van Deerlijk (1933)
- Volksche oorlogsliederen (Eerste Wereldoorlog), 1e bundeltje (1939)
- Volksche oorlogsliederen (Eerste Wereldoorlog), 2e bundeltje (1940)
- Rouw- en feestkransen (1941)
- Heemkundige sprokkelingen (1941)
- Geschiedenis en folklore van Deerlijk (nieuwe bijdragen) (1942)
- De Leie in de letterkunde (verzamelingen citaten) (1942)
- Deerlijksche zanten (1942)
- Deerlijk’s plaatsnamen (1942)
- Jeugdwerk (bundeling van de eerste verhalen en schetsen) (1942)
- Zoutenaaie (1942)
- Onze heiligen in kerk en kapel, I, bisdom Brugge (co-auteur Leo Simoens) (1950)
- Deerlijk in oude prentkaarten (Zaltbommel, 1972)

Talloze artikels: in nationale en regionale kranten en tijdschriften als Het Strijdersblad (NSB), 't Deerlijknaarke (Milac) en Info Deerlijk